# Ernie McCoy
Ernie McCoy (19 de fevereiro de 1921 – 4 de fevereiro de 2001) foi um automobilista norte-americano que esteve em três (duas) 500 Milhas de Indianápolis, quando a prova fazia parte do calendário da Fórmula 1 de 1950 até 1960: 1953, 1955 e 1956 (não se qualificou). Seu melhor resultado nas 500 Milhas de Indianápolis foi o 8º lugar em 1953.